# Vietnamesische Futsalnationalmannschaft
Die vietnamesische Futsalnationalmannschaft ist eine repräsentative Auswahl vietnamesischer Futsalspieler. Die Mannschaft vertritt den Vietnam Football Federation den vietnamesischen Fußballverband  bei internationalen Begegnungen.

## Abschneiden bei Turnieren
Für Weltmeisterschaftsendrunden unter der Schirmherrschaft der FIFA qualifizierte sich die Nationalmannschaft erstmals 2016.
An Asienmeisterschaften nahm das Team bisher zeven Mal teil. 2016 belegte man den vierten Platz.

### Futsal-Weltmeisterschaft
- 1989 bis 2004 – nicht teilgenommen
- 2008 – nicht qualifiziert
- 2012 – nicht qualifiziert
- 2016 – Achtelfinale
- 2021 – Achtelfinale
- 2024 – nicht qualifiziert

### Futsal-Asienmeisterschaft
- 1999 bis 2004 – nicht teilgenommen
- 2005 – Vorrunde
- 2006 – nicht qualifiziert
- 2007 – nicht teilgenommen
- 2008 – nicht qualifiziert
- 2010 – Vorrunde
- 2012 – nicht qualifiziert
- 2014 – Viertelfinale
- 2016 – 4. Platz
- 2018 – Viertelfinale
- 2022 – Viertelfinale
- 2024 – Viertelfinale

### Futsal-Asian Indoor Games
- 2007 – Gruppenphase
- 2009 – Gruppenphase
- 2013 – Gruppenphase
- 2017 – Viertelfinale

### Südostasienspiele
- 2007 – Gruppenphase
- 2011 – 2. Platz
- 2013 – 2. Platz
- 2017 – 3. Platz
- 2021 – 3. Platz